# Joe Kennaway
Joe Kennaway   (Montreal, 25 de gener de 1905 - Johnston, 7 de març de 1969) és un exfutbolista quebequès de la dècada del 1930.
Començà la seva carrera al Canadà a la American Soccer League abans de fitxar pel Celtic F.C. de la lliga escocesa. Fou internacional amb el Canadà i amb la selecció escocesa.
També fou entrenador a la Brown University entre 1946 i 1959.